# Peter Stiehl
Peter Stiehl (* 23. Juni 1868 in Mülheim am Rhein; † nach 1953) war ein deutscher Ringer.

## Werdegang
Peter Stiehl wuchs in seiner Heimatstadt Mülheim am Rhein, die später nach Köln eingemeindet wurde, auf und entwickelte sich zu einem kräftigen jungen Mann. Er erlernte den Beruf eines Stellmachers und begann im Alter von 20 Jahren mit dem Ringen. Er trat dazu dem Ring- und Stemmclub Mülheim am Rhein bei, der später in AC Mülheim von 1892 umbenannt wurde.
Er gewann in den folgenden Jahren hauptsächlich im Rheinland viele Preise im Ringen und Gewichtheben. Im Jahre 1895 nahm er an den zweiten deutschen Meisterschaften nach Gründung des Deutschen Athletik Sportverbandes von 1891 (DASV v. 1891) in Koblenz teil. Diese Meisterschaft fand im griechisch-römischen Stil statt und wurde in nur einer Gewichtsklasse ausgetragen. Bei dieser Meisterschaft setzte sich Peter Stiehl, der den Spitznamen „Stiehls-Bär“ trug, im Endkampf gegen seinen Vereinskameraden Willi Hufenstuhl durch. Dieser Kampf dauerte insgesamt 45 Minuten und wurde von Peter Stiehl im Zwiegriff gewonnen. Er war damit nach dem Kölner Hubert Schwerger der zweite deutsche Meister im Schwergewicht.
Peter Stiehl übte die Schwerathletik (Ringen und Gewichtheben) noch bis 1908 aus. Er gewann dabei insgesamt über 200 Preise. Genaue weitere Ergebnisse von ihm sind jedoch nicht bekannt. Im Jahre 1953 feierte Peter Siehl seinen 85. Geburtstag. Sein genauer Todestag ist nicht bekannt.

## Deutsche Meisterschaft
- 1895, 1. Platz im griechisch-römischen Stil im Schwergewicht vor Willi Hufenstuhl, Adolf Stiehl und Jean Flau, alle AC Mülheim von 1892